# 飯糰之家
《飯糰之家》（英語：Rice Family/The Kuan's Family），2010年臺灣電視公司八點檔連續劇。主要演員為樊光耀、林美秀、林柏宏、楊千霈、王以路、賴雅妍、修杰楷、黃迪揚、周孝安、狄志傑、郭美珒、方芳、張國棟、李璇、藍鈞天等。本劇製作單位為風賦國際娛樂與台灣時華製作，王偉忠（風賦國際娛樂）、沈時華（台灣時華製作）擔任製作人，徐譽庭編劇，2010年3月23日定裝，3月27日開拍，4月20日舉辦開鏡典禮、持續拍攝中，5月10日於台視主頻上檔，8月19日第60集結束時全劇播畢。本劇中國大陸播映權外銷中國中央電視台，央視以《團團愛》為名播出。

## 演員陣容

### 主要演員
| 演員          | 角色   | 暱稱/關係/職業 |
| 樊光耀        | 關永德 | 關奶奶的長子，得大腸癌第二期因及早發現開刀和治療而恢復良好。 他循規蹈矩的在工專夜校畢業後進入竹子工廠，當後輩都升上主任了，他依舊是個領班。40歲娶了工廠裡結識的關媽媽，一邊努力養家、一邊努力遵循父親的遺願，把考取醫學系的弟弟關瑞德送去加拿大留學。 數年前幹了一輩子的工廠惡性倒閉，讓關爸、關媽同時失業，連退休金都沒了，可關爸堅持不肯去工廠老闆家丟雞蛋、抗議，因為他深信要不是有萬般難處，老闆不會這樣對待他們的。「結束就是開始、危機就是轉機」，關爸的正面思考惹毛了關媽：我聽你在放屁！轉什麼轉？你轉給我看啊！關伯伯於是緩緩拉起氣呼呼的關媽，在屋子裡轉了幾圈，跳起了「台中恰恰」。關爸在工廠倒閉後，求職不順，終於他的遠房親戚替他在台北找到了一個「豪宅管理員」的工作！ |
| 林美秀        | 廖美香 | 關永德之妻，早餐店的員工之一。 急公好義、有話直說。關媽有時候也會口是心非。譬如她說她根本不愛關伯伯，只是嫁雞隨雞，可是在他人的眼中，關媽超愛這個老公的，而且兩人互補的個性簡直是天賜良緣，讓他們之間有爭辯不完的道理、一輩子說不完的話。那次工廠的抗議行動關爸不肯參與，鬧得關媽決定離家出走，沒想到走到半路就後悔不已，堅持要把好媳婦、好太太做到完美為止！所幸，關爸好像非常欣賞關媽做過的一切「後悔事」，總是像在看喜劇電影一樣的哈哈大笑。他總說：我老婆最迷人的表情就是那個她罵著自己是豬的樣子。所以關媽媽就像個月亮，雖有陰晴圓缺，但那陰晴圓缺各有各的缺憾美，而後面藏身的那個發光源，就是關爸。 |
| 王以路 游舒涵 | 關珍妮 | 關永德、廖美香的長女。嫁給陳永志成為醫生娘。 珍妮自認長得很漂亮，腦子卻不太靈光，能推甄上大學，已經是關家放鞭炮的喜事。她遺傳了關媽的雞婆、昏庸，以及關爸的善良、慈悲。所以當男友劈腿被逮之際，她竟然被男友一句「如果你不相信我我就去死給你看」就給唬住了！要不是同學用手機拍下了「罪證確鑿」，關珍妮應該至今都還認為男友對她的愛叫「至死不渝」！珍妮經歷了悲慘的初戀後，卻意外的和情敵變成好友。她好像跟關媽媽有著同樣的「後悔宿命」：一開始眼裡的好人，最後卻變成「爛人」；一開始的敵人，最後反而成為「有緣人」。這個事實除了應證在好友心亞身上外，還應證在他們樓下的「王老師」身上。 |
| 楊千霈 鄭詅允 | 關雪莉 | 關永德、廖美香的次女，和齊允成為男女朋友卻因球球故意破壞而分手，在昭倉老師的鼓勵下到日本去研修美髮。 超有「想法」的怪怪臭臉美少女。國中畢業以後，她堅持不盲目升學，要「聆聽自己的心聲」。聆聽了整整一年，最後還是在關媽媽的龐大怨念下，雪莉終於唸了高職的美容科。但雪莉對學校沒有一處滿意，「學校扼殺了我的天分」是雪莉的名言。但她所謂的「天分」，其實很令關媽頭痛：煙燻的黑眼、蒼白的嘴唇、黑色的指甲、捲曲的頭髮高高紮起一個道姑球、長裙裡面非要穿條破牛仔褲、all star臭到爆也不洗……關媽看了「這樣的雪莉」，老是擔心著她嫁不出去、不得人緣！可是關爸心裡卻很清楚，雪莉像自己，是最替家裡著想的孩子。唸美容科、不升大學的堅持，都是為了替家裡分擔壓力！ |
| 林柏宏 葉恩劭 | 關強尼 | 關永德、廖美香的小兒子。 強尼就是時下的大男孩。時下大男孩穿什麼、用什麼、玩什麼、口頭禪是什麼……強尼就是什麼。他是一個還沒有「完成塑型」的男孩，只急著盲目的要跟上潮流。直到強尼暗戀上心亞，男孩終於邁向「轉大人」之路，他開始偷偷的穿爸爸唯一的那套西裝、開始觀察一武哥的男人味、開始摒棄他以往熱愛的幼稚活動。總之，一向精神充沛的強尼憂鬱了，連看一部喜劇，都會因為男配角的跌倒而掉下眼淚……為什麼這個世界只有男主角可以得天獨厚？男配角的未來就活該放水流？太不公平了！ |
| 修杰楷        | 邱一武 | 因為一場意外失去了父親，而承受不住家裡的壓力與氣氛，交了惡友、誤入歧途，進入感化院而後被邱媽媽感動而浪子回頭。 一場意外導致父親死亡哥哥成了智力障礙。他是唯一健康倖存的幸運兒。但這個幸運卻讓他背負了兩個生命的壓力，所以年少無知的他，只好用鬼混來發洩自己壓抑的悲傷、逃避母親的眼淚。終於打打殺殺的日子讓他進了監獄，也讓他重新思考自己的責任。如今一武哥和母親一起賣著早點，沒有夢想、沒有未來，只是肩負著母親與哥哥這兩個重擔，努力的笑看人生。他不敢奢望真愛，愛他的人似乎也有著悲劇宿命，於是他用蠻不在乎的假象遊戲著人間。唯一看出一武深藏著憂鬱的是雪莉。雪莉應該是一武的貴人，那年如果不是她，邱媽媽不會接受浪子回頭的一武；如果不是她，邱媽媽不會開口跟一武說第一句話……但是一武卻必須拒絕雪莉的愛，因為，雪莉是他最珍愛的小妹妹——如果他有這樣一個妹妹，他絕不會允許她愛上浪子邱一武！                                               |
| 賴雅妍        | 顏心亞 | 曾經是珍妮的情敵，後成為知心好友。「奮不顧身」的愛上邱一武，最後因一武不想妨礙她的學業前程而分手，後回美國繼續念大學。 心亞和珍妮原本是情敵，後來兩人才同仇敵慨、並肩作戰的一起驅逐了劈腿的爛男人後，成為知心好友。因為爸媽從事貿易工作，經常世界各地的飛，所以寂寞的心亞特別喜歡待在關家那熱熱鬧鬧的屋子裡，當作關家的第四個孩子。她漂亮、鬼靈精怪、驕傲，所以她跟珍妮之間，出主意、發號施令的老是她。這種關係也延續到她和強尼的關係。心亞說要吃冰，珍妮要強尼跑腿，強尼總是故意說「煩ㄟ！我又不是你們的婢男！」，可沒一會兒強尼就乖乖的把冰買回來了，而且還是心亞愛吃的口味。可是偏偏，雪莉和心亞就是有一種不對盤，也許，那是一種冥冥中的直覺吧！因為不久，心亞就成了雪莉「真正的情敵」！一開始心亞聽說了邱一武的花心史是厭惡至極的，但是一路順遂如一張白紙的心亞，漸漸的被一武那崎嶇的故事所感動，她的善良，讓她很快的愛上了——爛人邱一武！ |
| 周孝安        | 齊允   | 愛祺的兒子，喜歡關雪莉。 從小父母離異，對母親的離去充滿困惑與憤怒。父親是南部大學的教授，性格嚴厲。母親愛祺在他七歲時就跟父親離婚，從此音訊全無。在齊允的心中，一直對母親的離去充滿困惑與憤怒。他記得八歲生日那年，母親曾經打來一通電話，因為父親當時不在，他才得以接到母親的電話，母親那時告訴他，她在台北。於是，在他心裡，一直有著去台北找母親的念頭。因此，在南部念大學的齊允，在大四那年偷偷的參與轉學考，好不容易才說服父親，來到台北。輾轉的探聽，他發現了愛祺的髮廊。齊允對自己被母親拋棄的怨念，讓他的性格有點火爆小子。所以再次與母親重逢的他，有點像刺蝟。偏偏他對母親的不禮貌，得罪了雪莉。因此兩個人屢次衝突，最後，這些衝突，卻變成齊允愛上雪莉的重要因素。 |
| 藍鈞天        | 王越峰 | 王父的兒子，小魚的哥哥。是位補習老師，美美的第二任先生 在關家樓下開補習班。珍妮一向討厭這種開補習班賺外快的老師，是唸國高中時的既定印象，老師們總是欺負那些沒錢補習的學生，故意在課堂上留一手。所以珍妮每次和王越峰在樓梯口擦身而過，都暗暗不屑的冷哼一聲！ 後來珍妮才知道，王老師的補習班是不收費的，專門幫學校裡被其他老師放棄的孩子補習功課，等於是個「不良少年」的安親班。這個事實，讓珍妮很快的發現了「王老師真的好帥！」。于第46集在跟廖美美结婚后跟其陪父亲美国治疗 |
| 楊雅筑        | 王小魚 | 一武的前女友，因綁架案和父親的不諒解導致憂鬱症住進療養院，經過一段時間的靜養慢慢恢復。 豪豪的生母，擁有一段不堪回首的過去。看起來很甜美、很有氣質的女孩。誰也不知道，那段不堪回首的往事，早已在她的心中深深埋下陰影；小魚除了得定期去看心理醫生，也無法與豪豪以母子相稱。所以，豪豪都叫小魚「姊姊」……與一武的重逢，再度燃起小魚心中對「曾經美好的過去」的想望，但那無所不在的「嫉妒」，卻讓小魚的個性逐漸產生變化……。 |

### 其他演員
| 演員     | 角色     | 暱稱/關係/職業 |
| 方芳     | 關奶奶   | 關永德、瑞德之母。 |
| 黃士偉   | 關瑞德   | 關永德的弟弟，在加拿大當醫生。同性恋者                                                                                             |
| 李之勤   | 王秀娟   | 一傑和一武之母，早餐店的老闆。 |
| 黃迪揚   | 邱一傑   | 童年時學業優異，卻因為一場意外，失去了父親，也讓他的智能從此停留在童年的「聰明才智」。                                             |
| 范瑞君   | 顏媽媽   | 心亞之母，長年在日本工作離婚後回台灣定居。                                                                                         |
| 張國棟   | 劉爺爺   | 晚年因心肌梗塞去世。 |
| 李璇     | 劉婆婆   | 可能是因為劉爺爺的去世、或是年紀大了造成劉婆婆的記性愈來愈差後來得了阿茲海默症。                                                   |
| 狄志傑   | 劉大倫   | 作家，宅男。受父母過度的保護，喜歡過美美。                                                                                         |
| 方宥心   | 黃佳燕   | 因為是孤兒，為了生活短暫當過女扒手，但遇到關強尼後改邪歸正。後來因為劉婆婆得了阿茲海默症，所以大倫叔叔請燕子來當看護。             |
| 郭美珒   | 郭愛祺   | VSALON店老闆，齊允的母親。曾經是瑞德的未婚妻，離過兩次婚。                                                                         |
| 向語潔   | 廖美美   | 關媽媽廖美香的小妹離過婚，于第46集和越峰修成正果而跟其陪同父亲去美国医疗。                                                         |
| 馬利歐   | 陳永志   | 瑞德的學弟，幫永德開刀的醫師、喜歡關珍妮、宇翰的爸爸，曾有一段婚姻但已離婚收場，但後來他又娶了關珍妮成為他的妻子。                 |
| 王道     | 王父     | 越峰、小魚的父親，先得了大腸癌第三期有接受開刀和治療。但癌症復發後，得知他得到骨癌末期，于第46集到美國接受治療。                   |
| 赫容     | 王母     | 越峰、小魚的母親。 |
| 林毅     | 邱可豪   | 一武和小魚的兒子。 |
| 黃鐙輝   | 曹B      | 小魚被綁架時，救他的人，卻因為小魚一直找尋真相，而要讓他付出代價。                                                                 |
| 亞里     | 球球     | 愛祺髮廊店的員工，之前是關雪莉的學姊，現在是關雪莉的學妹，喜歡齊允。因為酗酒，所以有戒斷症狀，短期不喝酒時會手抖。現在已戒酒成功。 |
| 下村昌史 | 昭倉老師 | 愛祺髮廊店邀請來教學的國際知名髮型設計師，欣賞雪莉的才華。                                                                         |
| 何戎     | Peter    | 隱瞞自己貧窮的過去，不擇手段想成為有錢人。與小魚穩定交往中，王爸事業接班人。                                                       |
| 王子華   | 小四     | 跟佳燕一樣因為921地震失去家人，一起在孤兒院長大的好友，也曾是扒手，後被關家感化。關心燕子但卻總以冷淡武裝。                        |
| 廖慧珍   | 廖美珠   | 美香的妹妹，老公「可樂」開旗幟工廠，有選舉、抗議他就有錢賺。                                                                       |
| 杜詩梅   | 廖美玲   | 美香的妹妹，老公「高老師」是批八字的算命仙。                                                                                       |
| 李靜美   | 羅太太   | 房東太太。 |

### 客串演員
| 演員   | 角色             | 暱稱/關係/職業                                             |
| 管謹宗 | 齊父             | 齊允的父親，愛祺前夫。                                     |
| 姚黛瑋 | 蘇紹華           | 小兒科醫生。陳永志的前妻，宇翰的媽媽。                     |
| 阿怪   | 宇翰             | 陳永志的兒子，原本不喜歡後母關珍妮、到最後慢慢得接受他了。 |
| 吳佳珊 | 高奶奶           | 高奶奶。                                                   |
| 安心亞 | 辣妹             | 一武的前女友。                                             |
| 陳盈潔 | 米粉攤老闆娘     | 米粉攤老闆娘。                                             |
| 趙樹海 | 謝仲達           | 顏心亞搭飛機認識的預定媽媽男友。喜歡邱太太                 |
| 阿嬌   | 阿鑾             |                                                            |
| 邱偲琹 | -                | 愛慕強尼的小女生。                                         |
| 陳思函 | -                | 便利商店客人。                                             |
| 高子羚 | 小汪             | VSALON店員工。                                             |
| 邱益宏 | -                | 黃佳燕下班後堵他的人。                                     |
| 郭宇傑 | -                | 黃佳燕下班後堵他的人。                                     |
| 楊志祥 | -                | 黃佳燕的朋友。                                             |
| 郝龍斌 | 台北市長自己本人 |                                                            |

## 電視劇歌曲
- 片頭曲：向陽（作詞：思涵、林尚德，作曲、演唱：思涵）
- 主題曲: 團團愛（作詞：荳子、謝宥慧，作曲、演唱：思涵、蕭閎仁、修傑楷、賴雅妍、樊光耀、楊千霈、藍鈞天、林柏宏、周孝安、王以路)
- 片尾曲：雨不停（作詞：思涵、謝宥慧，作曲、演唱：思涵）
- 插曲：你是我的樹頭 (演唱：蕭閎仁。曲：蕭閎仁，詞：蕭閎仁)
- 插曲：太自由（演唱：蕭閎仁。曲：蕭閎仁，詞：呂至傑)
- 插曲：寄居蟹（演唱：思涵。曲：陳思涵，詞：董基鑑)
- 插曲：曙光（演唱：張心傑。曲：呂至傑，詞：施立)
- 插曲：冬末之戀（演唱：周孝安、楊千霈、賴雅妍、修傑楷、藍鈞天。詞：阿沁（F.I.R），曲：阿沁（F.I.R））
- 插曲：突然之間（演唱：思涵。曲：思涵CSHA，詞：思涵CSHA、謝宥慧）
- 插曲：緊緊握住手（演唱：張心傑。曲：張義欣，詞：施立）
- 木吉他演奏版：向陽（編曲：邱顯復）
- 演奏版：團團愛（編曲：呂至傑）
- 鋼琴演奏版：突然之間（編曲：思涵）
- 木吉他演奏版：團團愛（編曲：陳俊男）
- 鋼琴演奏版：向陽（編曲：思涵）
- 木吉他演奏版：雨不停（編曲：郭偉聰）
- 鋼琴演奏版：雨不停（編曲：思涵）
- 鋼琴演奏版：團團愛（編曲：思涵）

## 收視率

### 每集收視率
| 集數       | 台視首播日期  | 平均收視率 |
| ---------- | ------------- | ---------- |
| 01         | 2010年5月10日 | 1.34       |
| 02         | 2010年5月11日 | 1.43       |
| 03         | 2010年5月12日 | 1.46       |
| 04         | 2010年5月13日 | 1.45       |
| 05         | 2010年5月17日 | 1.62       |
| 06         | 2010年5月18日 | 1.80       |
| 07         | 2010年5月19日 | 1.56       |
| 08         | 2010年5月20日 | 1.71       |
| 09         | 2010年5月24日 | 1.65       |
| 10         | 2010年5月25日 | 1.70       |
| 11         | 2010年5月26日 | 1.81       |
| 12         | 2010年5月27日 | 1.85       |
| 13         | 2010年5月31日 | 1.52       |
| 14         | 2010年6月1日  | 1.66       |
| 15         | 2010年6月2日  | 1.72       |
| 16         | 2010年6月3日  | 1.98       |
| 17         | 2010年6月7日  | 1.69       |
| 18         | 2010年6月8日  | 1.62       |
| 19         | 2010年6月9日  | 1.78       |
| 20         | 2010年6月10日 | 1.84       |
| 21         | 2010年6月14日 | 1.60       |
| 22         | 2010年6月15日 | 1.82       |
| 23         | 2010年6月16日 | 2.05       |
| 24         | 2010年6月17日 | 1.91       |
| 25         | 2010年6月21日 | 1.68       |
| 26         | 2010年6月22日 | 2.08       |
| 27         | 2010年6月23日 | 1.86       |
| 28         | 2010年6月24日 | 1.97       |
| 29         | 2010年6月28日 | 1.89       |
| 30         | 2010年6月29日 | 1.82       |
| 31         | 2010年6月30日 | 1.95       |
| 32         | 2010年7月1日  | 1.65       |
| 33         | 2010年7月5日  | 1.73       |
| 34         | 2010年7月6日  | 1.66       |
| 35         | 2010年7月7日  | 1.59       |
| 36         | 2010年7月8日  | 1.47       |
| 37         | 2010年7月12日 | 1.51       |
| 38         | 2010年7月13日 | 1.67       |
| 39         | 2010年7月14日 | 1.33       |
| 40         | 2010年7月15日 | 1.52       |
| 41         | 2010年7月19日 | 1.94       |
| 42         | 2010年7月20日 | 1.38       |
| 43         | 2010年7月21日 | 1.55       |
| 44         | 2010年7月22日 | 1.46       |
| 45         | 2010年7月26日 | 1.39       |
| 46         | 2010年7月27日 | 1.67       |
| 47         | 2010年7月28日 | 1.62       |
| 48         | 2010年7月29日 | 1.77       |
| 49         | 2010年8月2日  | 1.56       |
| 50         | 2010年8月3日  | 1.53       |
| 51         | 2010年8月4日  | 1.32       |
| 52         | 2010年8月5日  | 1.40       |
| 53         | 2010年8月9日  | 1.52       |
| 54         | 2010年8月10日 | 1.60       |
| 55         | 2010年8月11日 | 1.37       |
| 56         | 2010年8月12日 | 1.46       |
| 57         | 2010年8月16日 | 1.27       |
| 58         | 2010年8月17日 | 1.63       |
| 59         | 2010年8月18日 | 1.42       |
| 60         | 2010年8月19日 | 1.58       |
| 平均收視率 | 平均收視率    | 1.64       |

- 資料來源：Facebook 飯糰之家 http://www.facebook.com/pages/fan-tuan-zhi-jia/120322574654320/120322574654320

### 每週收視率
| 播映日期                | 週數       | 平均收視率 | 排名 | 集數  |
| ----------------------- | ---------- | ---------- | ---- | ----- |
| 2010年5月10日－05月13日 | 1          | 1.42       | 5    | 01-04 |
| 2010年5月17日－05月20日 | 2          | 1.67       | 4    | 05-08 |
| 2010年5月24日－05月27日 | 3          | 1.75       | 4    | 09-12 |
| 2010年5月31日－06月3日  | 4          | 1.72       | 4    | 13-16 |
| 2010年6月7日－06月10日  | 5          | 1.73       | 4    | 17-20 |
| 2010年6月14日－06月17日 | 6          | 1.85       | 4    | 21-24 |
| 2010年6月21日－06月24日 | 7          | 1.89       | 3    | 25-28 |
| 2010年6月28日－07月1日  | 8          | 1.83       | 3    | 29-32 |
| 2010年7月5日－07月8日   | 9          | 1.61       | 3    | 33-36 |
| 2010年7月12日－07月15日 | 10         | 1.50       | 3    | 37-40 |
| 2010年7月19日－07月22日 | 11         | 1.58       | 3    | 41-44 |
| 2010年7月26日－07月29日 | 12         | 1.61       | 4    | 45-48 |
| 2010年8月2日－08月5日   | 13         | 1.45       | 3    | 49-52 |
| 2010年8月9日－08月12日  | 14         | 1.49       | 3    | 53-56 |
| 2010年8月16日－08月19日 | 15         | 1.47       | 3    | 57-60 |
| 周收視平均              | 周收視平均 | 1.64       | -    |       |

- 同時段節目：
  - 三立台灣台《天下父母心》
  - 民視《夜市人生》
  - 中視《神話／美人心計／鎖清秋／聊齋3／流星蝴蝶劍》
  - 華視《天龍八部／天師鍾馗／帶子英雄》
  - 大愛《愛的練習題／情義月光／幸福的青鳥／那一年鳳凰花開時》
- 由AGB尼爾森調查，調查範圍是四歲以上收看電視之觀眾。
資料來源：中時娛樂、凱絡媒體週報

## 製作人員
- 監製：劉麗惠、王偉忠
- 製作人：沈時華、劉紀綱
- 導演：葉鴻偉
- 片頭題字：吳進成
- 編劇：

第一季（第1-28集中段）徐譽庭
第二季：溫郁芳、方靜儀
- 協力編劇：

第一季（第1-28集中段）：溫郁芳、方靜儀、林佳慧、李婉榕
第二季吳怡然、何曜先、謝秉勳、李婉榕、林佳慧
- 製作協力：風賦國際娛樂股份有限公司、台灣時華製作有限公司
- 製作著作：台灣電視公司

## 相關商品

### 電視原聲帶
《飯糰之家》電視原聲帶是《飯糰之家》的原聲帶，由華納唱片發行，片數為1CD。原聲帶中收錄了劇中大部份的所用歌曲。台灣於2010年6月4日發行。
| 飯糰之家電視原聲帶 | 飯糰之家電視原聲帶     | 飯糰之家電視原聲帶 | 飯糰之家電視原聲帶 | 飯糰之家電視原聲帶                     | 飯糰之家電視原聲帶 |
| 曲序               | 曲目                   |                    | 作曲               | 演唱                                   | 时长               |
| ------------------ | ---------------------- | ------------------ | ------------------ | -------------------------------------- | ------------------ |
| 1.                 | 向陽（片頭曲）         | 林尚德、思涵       | 思涵               | 陳思函                                 | 3:34               |
| 2.                 | 團團愛（主題曲）       | 荳子、謝宥慧       | 陳建寧、陳思函     | 陳思涵、蕭閎仁、全部演員               |                    |
| 3.                 | 雨不停（片尾曲）       | 陳思函、謝宥慧     | 陳思函             | 陳思函                                 | 4:45               |
| 4.                 | 寄居蟹（插曲）         | 董基鑑             | 陳思函             | 陳思函                                 |                    |
| 5.                 | 曙光（插曲）           | 施立               | 呂至傑             | 張心傑                                 |                    |
| 6.                 | 冬末之戀（對唱曲）     | 阿沁(F.I.R.)       | 阿沁(F.I.R.)       | 賴雅妍、楊千霈、修傑楷、藍鈞天、周孝安 |                    |
| 7.                 | 突然之間（插曲）       | 易家揚、何潔雯     | 木雄               | 陳思函                                 |                    |
| 8.                 | 緊緊握住手（插曲）     | 施立               | 張義欣             | 張心傑                                 |                    |
| 9.                 | 向陽（木吉他演奏版）   |                    |                    |                                        |                    |
| 10.                | 團團愛（演奏版）       |                    |                    |                                        |                    |
| 11.                | 突然之間（鋼琴演奏版） |                    |                    |                                        |                    |
| 12.                | 團團愛（木吉他演奏版） |                    |                    |                                        |                    |
| 13.                | 向陽（鋼琴演奏版）     |                    |                    |                                        |                    |
| 14.                | 雨不停（木吉他演奏版） |                    |                    |                                        |                    |
| 15.                | 雨不停（鋼琴演奏版）   |                    |                    |                                        |                    |
| 16.                | 團團愛（鋼琴演奏版）   |                    |                    |                                        |                    |

## 爭議
在劇中有一段情節，是演員解說都市更新政策，在該集幕後花絮中郝龍斌「探班」的畫面也入鏡並播出，故被批評為置入性行銷。